# Triaenobunus inornatus
Triaenobunus inornatus is een hooiwagen uit de familie Triaenonychidae.